# Aristóteles Orsini
Aristóteles Orsini (Avaré, 30 de agosto de 1910 — São Paulo, 27 de julho de 1998) foi um médico, físico e professor universitário brasileiro, que se destacou sobretudo como astrônomo amador. Autor de diversos trabalhos científicos nos campos da medicina, física e biologia, fundou na capital paulista, ao lado de Abraão de Morais, Décio Fernandes Vasconcelos e Abraham Szulc, entre outros, a Associação de Amadores de Astronomia de São Paulo (AAA), em 1949. Foi o principal idealizador do Planetário do Ibirapuera e da Escola Municipal de Astrofísica e dirigiu ambas as instituições entre 1957 e 1980. Foi também diretor presidente do extinto Museu de Ciências, então sediado no Pavilhão Lucas Nogueira Garcez, mais conhecido como Oca.

## Vida e obra
Aristóteles Orsini nasceu em Avaré em 1910, filho de Henrique Orsini e Maria Padilha Orsini. Em 1922, mudou-se para a capital paulista afim de completar seus estudos, iniciados na cidade de Tietê, matriculando-se no Grupo Escolar de Santana (atual Escola Estadual Buenos Aires). Concluiu os estudos secundários no Ginásio do Estado e, no final dos anos 20, ingressou na Faculdade de Medicina de São Paulo. Com o advento da Revolução Constitucionalista de 1932, alistou-se no Serviço Médico da Revolução e serviu no setor de Casa Branca, na Alta Mogiana. Graduou-se em 1933.
Em 1934, defendeu sua tese de doutorado, intitulada Fermentos amilolíticos encontrados em sementes de leguminosas. No mesmo ano foi indicado para o cargo de assistente da Cadeira de Física, na Faculdade de Farmácia e Odontologia da Universidade de São Paulo. Em 1935, obteve o título de livre-docente com a tese Algumas constantes físicas de tinturas oficinais. Entre 1936 e 1947, lecionou como professor interino na Cadeira de Física da Escola Paulista de Medicina, onde também chefiou o serviço de radiologia. Paralelamente, frequentou cursos de física e matemática da Faculdade de Filosofia Ciências e Letras da USP. Em 1947, tornou-se Professor Catedrático de Física da Faculdade de Farmácia e Odontologia da USP, aprovado em concurso com a tese Isótopos Radioativos.
Paralelamente à sua bem sucedida carreira acadêmica, Aristóteles Orsini dedicou-se à numismática, à filatelia e à astronomia, na condição de amador. Foi um dos fundadores da Associação de Amadores da Astronomia de São Paulo (AAA), junto com Abrahão de Moraes, Décio Fernandes de Vasconcelos, Abraham Szulc, e Aúthos Pagano,  entre outros. Assumiu a direção da associação em 1954 e, nessa função, recebeu convite da Prefeitura de São Paulo para integrar a comissão responsável por criar o Planetário do Ibirapuera, inaugurado em 1957. Em 1962, foi nomeado diretor do planetário.
Aristóteles Orsini produziu dezenas de trabalhos científicos nos campos da medicina, biologia, física e astronomia, destacando-se O emprego de raios X no estudo dos expectorantes e Física Nuclear, publicado pelo Anuário Astronômico da Associação de Amadores da Astronomia de São Paulo, além de ter ministrado cursos e palestras sobre astronomia, física e matérias correlatas. Foi casado com Rosalina Orsini, com quem teve dois filhos. Faleceu em 1998, às vésperas de seu 88º aniversário, sendo posteriormente homenageado emprestando seu nome para o Planetário do Ibirapuera e para a Escola Municipal de Astrofísica.